# نيكولا ستيفنسون
نيكولا ستيفنسون (بالإنجليزية: Nicola Stephenson)‏ هي ممثلة بريطانية، ولدت في 5 يوليو 1971 في المملكة المتحدة.

## وصلات خارجية
- نيكولا ستيفنسون على موقع IMDb (الإنجليزية)
- نيكولا ستيفنسون على موقع قاعدة بيانات الفيلم (الإنجليزية)